# Pietro Ravetti
Pietro Giuseppe Ravetti (Balzola, 15 settembre 1895 – Casale Monferrato, 1º settembre 1981) è stato un calciatore italiano, di ruolo attaccante.
Era conosciuto principalmente come Pietro Ravetti, e difatti è spesso indicato come "P. Ravetti".

## Caratteristiche tecniche
Giocava come ala destra. Era di corporatura minuta.

## Carriera

### Club
Giunse al Casale nella stagione 1913-1914, proveniente dall'Istituto San Giuseppe di Vercelli. Al primo campionato in Prima Categoria vinse il titolo, scendendo in campo 16 volte e segnando 8 gol. Giocò anche nella seguente stagione ma non prese parte alla Coppa Federale 1915-1916. Nel dopoguerra militò per altri due tornei nel Casale prima di lasciare i nerostellati.

## Statistiche

### Presenze e reti nei club
| Stagione        | Squadra         | Campionato      | Campionato | Campionato | Totale   | Totale |
| Stagione        | Squadra         | Comp            | Presenze   | Reti       | Presenze | Reti   |
| --------------- | --------------- | --------------- | ---------- | ---------- | -------- | ------ |
| 1913-1914       | Casale          | PC              | 16         | 8          | 16       | 8      |
| 1914-1915       | Casale          | PC              | 11         | 3          | 11       | 3      |
| 1915-1916       | Casale          | CF              | 0          | 0          | 0        | 0      |
| 1919-1920       | Casale          | PC              | 8          | 1          | 8        | 1      |
| 1920-1921       | Casale          | PC              | 3          | 0          | 3        | 0      |
| Totale Casale   | Totale Casale   | Totale Casale   | 38         | 12         | 38       | 12     |
| Totale carriera | Totale carriera | Totale carriera | 38         | 12         | 38       | 12     |

Le stagioni 1916-1917, 1917-1918, 1918-1919 non furono disputate per motivi bellici. Per la stagione 1915-1916 si tiene conto della Coppa Federale, che in quell'anno sostituì il campionato.

## Palmarès

### Club

#### Competizioni nazionali
- Campionato italiano: 1

Casale: 1913-1914